# Непоскун (Вісконсин)
Непоскун (англ. Nepeuskun) — місто (англ. town) в США, в окрузі Віннебаґо штату Вісконсин. Населення — 724 особи (2020).

## Демографія
Згідно з переписом 2010 року, у місті мешкало 710 осіб у 277 домогосподарствах у складі 210 родин. Було 325 помешкань
Расовий склад населення:
| - 96,9 % — білих - 0,4 % — чорних або афроамериканців - 0,1 % — корінних американців - 0,1 % — азіатів |

До двох чи більше рас належало 2,0 %. Частка іспаномовних становила 1,8 % від усіх жителів.
За віковим діапазоном населення розподілялося таким чином: 23,2 % — особи молодші 18 років, 60,9 % — особи у віці 18—64 років, 15,9 % — особи у віці 65 років та старші. Медіана віку мешканця становила 44,4 року. На 100 осіб жіночої статі у місті припадало 107,0 чоловіків;  на 100 жінок у віці від 18 років та старших — 107,2 чоловіків також старших 18 років.
Середній дохід на одне домашнє господарство  становив 78 187 доларів США (медіана — 61 875), а середній дохід на одну сім'ю — 86 793 долари (медіана — 72 697). Медіана доходів становила 43 594 долари для чоловіків та 41 250 доларів для жінок. За межею бідності перебувало 5,0 % осіб, у тому числі 5,9 % дітей у віці до 18 років та 2,6 % осіб у віці 65 років та старших.
Цивільне працевлаштоване населення становило 375 осіб. Основні галузі зайнятості: виробництво — 25,3 %, освіта, охорона здоров'я та соціальна допомога — 17,9 %, сільське господарство, лісництво, риболовля — 13,3 %, будівництво — 9,9 %.